# Liste des aérodromes en Belgique

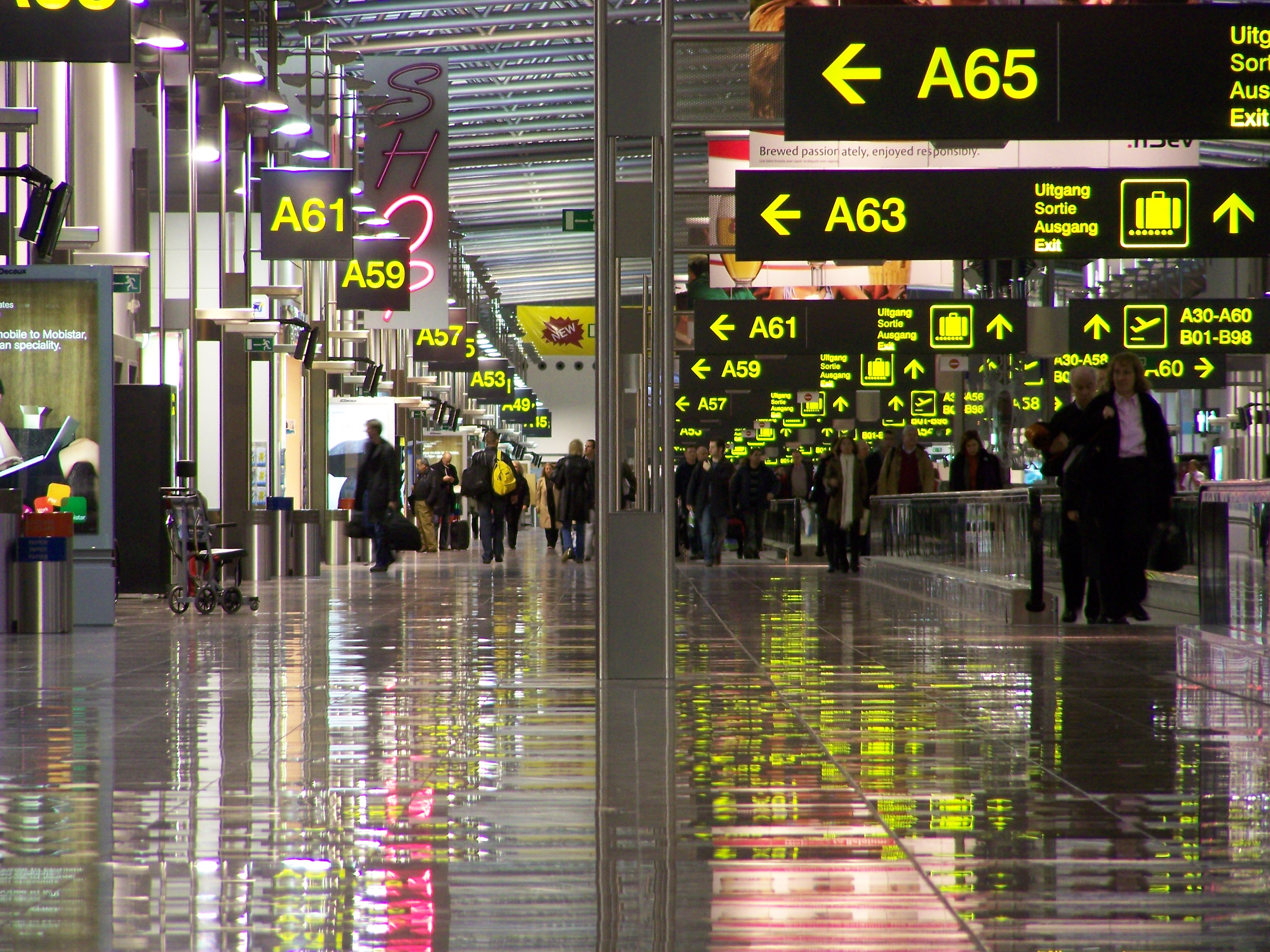
L'aéroport de Bruxelles est le principal aéroport belge par le nombre de passagers et de mouvements.

Cet article présente une liste non exhaustive des aéroports, aérodromes et champs d'aviation belges ayant existé et/ou existant encore.

## Liste
Le pays compte 6 aéroports (Anvers, Bruxelles, Charleroi, Courtrai, Liège et Ostende), 16 bases aériennes et 30 aérodromes en activité. En voici la liste:
| Nom                                       | Code OACI | Code AITA | Localisation       | Province                        | Mouvements quotidiens |
| ----------------------------------------- | --------- | --------- | ------------------ | ------------------------------- | --------------------- |
| Aérodrome d'Amougies                      | EBAM      |           | Amougies           | Province de Hainaut             |                       |
| Aéroport d’Anvers                         | EBAW      | ANR       | Deurne             | Province d'Anvers               |                       |
| Aérodrome d'Arlon Sterpenich              | EBAR      |           | Sterpenich         | Province de Luxembourg          |                       |
| Aérodrome d’Assesse                       | EBNA      |           | Assesse            | Province de Namur               |                       |
| Aérodrome d’Ath                           | EBIS      |           | Isières            | Province de Hainaut             |                       |
| Aérodrome de Balen-Keiheuvel (en)         | EBKH      |           | Balen              | Province d'Anvers               |                       |
| Base aérienne de Beauvechain              | EBBE      |           | Beauvechain        | Province du Brabant wallon      |                       |
| Base aérienne de Bertrix                  | EBBX      |           | Jehonville         | Province de Luxembourg          |                       |
| Base aérienne de Bourg-Léopold            | EBLE      |           | Beverlo            | Province de Limbourg            |                       |
| Aérodrome de Brasschaat (en)              | EBBT      |           | Brasschaat         | Province d'Anvers               |                       |
| Aéroport de Bruxelles-National            | EBBR      | BRU       | Zaventem           | Province du Brabant flamand     |                       |
| Aérodrome de Büllingen (en)               | EBBN      |           | Büllingen          | Province de Liège               |                       |
| Aérodrome de Cerfontaine                  | EBCF      |           | Cerfontaine        | Province de Namur               |                       |
| Aéroport de Charleroi Bruxelles-Sud       | EBCI      | CRL       | Gosselies          | Province de Hainaut             |                       |
| Base aérienne de Chièvres                 | EBCV      |           | Chièvres           | Province de Hainaut             |                       |
| Aéroport de Courtrai-Wevelgem             | EBKT      | KJK       | Wevelgem           | Province de Flandre-Occidentale |                       |
| Base aérienne de Coxyde                   | EBFN      |           | Coxyde             | Province de Flandre-Occidentale |                       |
| Base aérienne de Diest                    | EBDT      |           | Diest              | Province du Brabant flamand     |                       |
| Aérodrome de Doische                      | EBMG      |           | Doische            | Province de Namur               |                       |
| Aérodrome d’Eghezée-Liernu                | EBLN      |           | Liernu             | Province de Namur               |                       |
| Hydrobase de l'Eau d'Heure                | EBEH      |           | Froidchapelle      | Province de Hainaut             |                       |
| Base aérienne de Florennes                | EBFS      |           | Florennes          | Province de Namur               |                       |
| Aérodrome de Froidchapelle                | EB0001    |           | Froidchapelle      | Province de Hainaut             |                       |
| Aérodrome de Genappe-Baisy-Thy            | EBBY      |           | Baisy-Thy          | Province du Brabant wallon      |                       |
| Aérodrome de Genk-Zwartberg               | EBZW      |           | Zwartberg          | Province de Limbourg            |                       |
| Base aérienne de Gossoncourt              | EBTN      |           | Gossoncourt        | Province du Brabant flamand     |                       |
| Aérodrome de Grammont                     | EBGG      |           | Grammont           | Province de Flandre-Orientale   |                       |
| Aérodrome d’Hannut                        | EBAV      |           | Avernas-le-Bauduin | Province de Liège               |                       |
| Aérodrome d’Hasselt                       | EBZH      | QHA       | Hasselt            | Province de Limbourg            |                       |
| Aérodrome d’Hoevenen (en)                 | EBHN      |           | Hoevenen           | Province d'Anvers               |                       |
| Base aérienne de Kleine-Brogel            | EBBL      |           | Kleine-Brogel      | Province de Limbourg            |                       |
| Aérodrome de Latour                       | EBVT      |           | Latour             | Province de Luxembourg          | Fermé en 1974         |
| Aéroport de Liège                         | EBLG      | LGG       | Liège              | Province de Liège               |                       |
| Aérodrome de Lint-Grimbergen              | EBGB      |           | Grimbergen         | Province du Brabant flamand     |                       |
| Base aérienne de Melsbroek                | EBMB      |           | Melsbroek          | Province du Brabant flamand     |                       |
| Aérodrome de Moorsele                     | EBMO      |           | Moorsele           | Province de Flandre-Occidentale |                       |
| Aérodrome de Namur                        | EBNM      | QNM       | Suarlee            | Province de Namur               |                       |
| Aérodrome de Neerpelt                     | EBNE      |           | Neerpelt           | Province de Limbourg            |                       |
| Aérodrome de Pont-à-Celles Buzet          | EBBZ      |           | Buzet              | Province de Hainaut             |                       |
| Base aérienne d’Oostmalle-Zoersel         | EBZR      | OBL       | Oostmalle          | Province d'Anvers               |                       |
| Aéroport d'Ostende-Bruges                 | EBOS      | OST       | Ostende            | Province de Flandre-Occidentale |                       |
| Aérodrome de Saint-Ghislain (en)          | EBSG      |           | Saint-Ghislain     | Province de Hainaut             |                       |
| Aérodrome de Saint-Hubert                 | EBSH      |           | Saint-Hubert       | Province de Luxembourg          |                       |
| Base aérienne de Saint-Hubert             | EBSU      |           | Saint-Hubert       | Province de Luxembourg          |                       |
| Base aérienne de Saint-Trond              | EBST      |           | Saint-Trond        | Province de Limbourg            |                       |
| Aérodrome de Sovet                        | BE-0003   |           | Sovet              | Province de Namur               |                       |
| Aérodrome de Spa-La Sauvenière            | EBSP      |           | Spa                | Province de Liège               |                       |
| Aérodrome de Tournai-Maubray              | EBTY      |           | Tournai            | Province de Hainaut             |                       |
| Base aérienne d’Ursel (en)                | EBUL      |           | Ursel              | Province de Flandre-Orientale   |                       |
| Aérodrome de Verviers-Theux               | EBTX      |           | Theux              | Province de Liège               |                       |
| Aérodrome de Vresses-sur-Semois Orchimont | EBOR      |           | Orchimont          | Province de Namur               |                       |
| Base aérienne de Weelde                   | EBWE      |           | Weelde             | Province d'Anvers               |                       |
| Aérodrome de Zuyenkerque (en)             | EBZU      |           | Zuyenkerque        | Province de Flandre-Occidentale |                       |
| Base aérienne de Zutendaal                | EBSL      |           | Zutendaal          | Province de Limbourg            |                       |

### Ouvrages officiels
Autorités aériennes belges, AIP (Aeronautical Informations Publications) Belgium and Grand-Duchy of Luxemburg